# Femmina - Femina
Femmina - Femina è un film del 1918 diretto da Augusto Genina.